# Крыловка (Калининградская область)
Крыловка — посёлок в Балтийском районе Калининградской области. Входит в состав сельского поселения Дивное.

## Географическое положение
Крыловка расположена на юго-западе Самбийского полуострова, в 29 км к северо-западу от Калининграда и в 3 километрах к востоку от Приморска. Через посёлок проходит трасса А193.

## История
Первое упоминание о деревне Вишродт относится к 1297 году, в нее входило несколько ферм и мельница. С 1847 по 1945 был частью сельского района Кален в районе Фишхаузен (с 1939 по 1945 район Замланд) административного округа Кёнигсберг в Восточной Пруссии.
По итогам Второй Мировой войны вошёл в состав СССР. В 1946 году Вишродт был переименован в посёлок Крыловка. С 1947 по 2008 Крыловка входила в состав Поваровского сельсовета, после реформы местного самоуправления вошла в сельское поселение Дивное.

## Население
| 2002 | 2010 |
| ---- | ---- |
| 19   | ↗34  |